# پرچم مینه‌سوتا

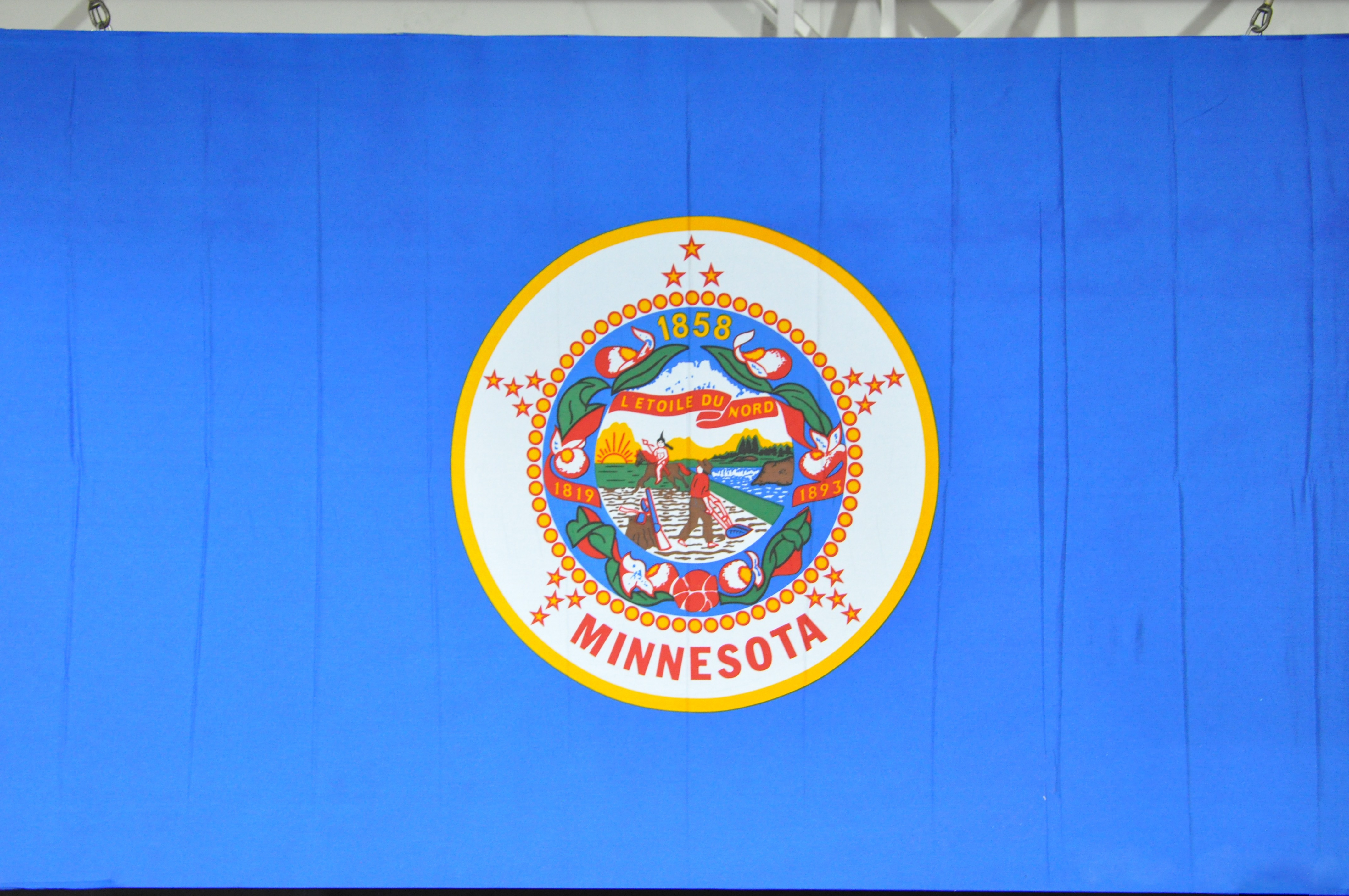
نمایی از پرچم افراشتهٔ مینه‌سوتا در سال ۲۰۱۳

پرچم مینه‌سوتا پرچمی با زمینه آبی است که آرم ایالت مینه‌سوتا را در وسط خود دارد. پرچم فعلی در سال ۱۹۵۷ میلادی پذیرفته شد و در سال ۱۹۸۳ آرم ایالتی آن تغییر یافت.